# Il Giornale
Az il Giornale (magyarul: Az Újság) egy olaszországi napilap, amit 1974-ben Milánóban alapított meg Indro Montanelli, aki 1994-ig vezette az újságot. Az újság tulajdonosa 1979-től a Berlusconi család (1992-től Paolo Berlusconi, Silvio Berlusconi öccse a tulajdonosa). Ez a tizedik legnagyobb olasz napilap.

## Története

### Alapítása
Az újság alapítója Indro Montanelli a Corriere della Sera munkatársa  otthagyta a lapot, miután szellemisége baloldalivá vált.
1972-ben Enzo Battiza újságíróval, egykori kollégájával felvetették egy új napilap megalapítását. A javaslathoz csatlakozott Gianni Granzotto, aki a Rai vezérigazgatója és a FIEG (Olasz Lapkiadók Szövetsége) elnöke , Guido Piovenne író  Montanelli egyik legjobb barátja volt.
Időközben toborozták a  napilap munkatársait, amíg Battiza a Corriere della Seranal dolgozott, hogy jöjjenek az induló laphoz.

### Montanelli ideje (1974–1994)
Az első szám 1974. június 25-én jelent meg, a szerkesztőségben 59 újságíró dolgozott.
Az újság a többi olasz napilaptól eltért,egy oldalt szenteltek az olvasói levelek közzétételére és azoknak írt válaszoknak, amit mindennap Montanelli írt meg. Az újság rovatai közt szerepelt: a szatirikus hírekről szóló Contocorrente. Az újság 1974 augusztusára elérte a 242 ezres  példányszámot. Ez a szám 150 ezresre állandósult a kezdeti lelkesedést követően. Montanelli egyik célja volt, hogy a Corriere della Sera olvasóit csábítsa a laphoz. Ez  nem jött be, mert a Corriere della Sera 180 ezres példányszámával továbbra is Lombardia első számú napilapja maradt.
1975 januárjában létrejött a lap genovai kiadása. 1976-ban ez az újság lesz az egyetlen amely a kommunista és kereszténydemokrata politikusok által létrejött történelmi kiegyezés (compromesso storico) ellen foglal állást.
1977-ben a Vörös Brigádok terrorszervezet tagjai megtámadják Indro Montanelli főszerkesztőt, amit lábsérüléssel megúszott. Ebben az évben Silvio Berlusconinak 12%-os részesedése lett. 1979-ben már 37,5%-kal többségi részvényessé vált. Berlusconi azzal, hogy az újság adóssága csökkenjen minimális hirdetési felületet biztosított saját cége számára.
Az 1979-es előrehozott választásokon az újság kérte az olvasóit, hogy ne az Olasz Kommunista Pártra, hanem a  pártokra,  liberálisokra, szociáldemokratákra szavazzanak.

### 1980–1994
Az újság a Pentapartito (1981-1992) idején - amikor a kereszténydemokraták és szocialisták mellett a 3 laikus párt volt kormánykoalícióban - az újság úgy döntött nem támogatja a Ciriaco de Mita vezette kereszténydemokrata és a Bettino Craxi vezette szocialista párt tevékenységeit. Montanelli mindkettő politikust "keresztapának" nevezett.
Az újság mindezek ellenére a kormánykoalíciót  az 1988-as helyhatósági választásoktól való távolmaradásra buzdította olvasóit.
1990-ben a Mammí-törvény életbe lépésével Silvio Berlusconi eladta az újságban levő részesedését öccsének, Paolo Berlusconinak, mivel a törvény nem engedélyezte többé hogy egy televíziós csatorna vezetője egyszerre egy napilap vezetője is legyen.
Az újság a Tangentopoli-ügy alatt a korrupciós vizsgálatokat végző ügyészséget próbálta lejáratni, ám ez a legtöbb olvasónak nem tetszett, főleg a lap legnagyobb olvasói  lombardiai polgárságnak, akik közül sokan átálltak az Északi Liga L'Indipendente napilaphoz. Montanelli kapcsolata időközben megromlott Berlusconival: 1993. július 12-én Berlusconi egy faxot küldött az újságnak: "Járassátok le teljesen az ügyészi bizottságot".
Az 1994-es parlamenti választásokon Berlusconi a lapot az ő miniszterelnök-jelöltségét támogatta, cserébe hogy Berlusconi újabb pénzügyi befektetést ígért a lapnak.  Montanelli 1994. január 11-én lemondott az újság vezetéséről.